# Nedelino
Nedelino (Bulgaars: Неделино) is een stad en een gemeente in de oblast Smoljan in het zuiden van Bulgarije. Tot 1934 heette deze plaats Uzundere. 

## Geografie
De gemeente Nedelino is gelegen in het zuidoostelijke deel van de oblast Smoljan.  De grenzen zijn als volgt:
- in het zuiden - gemeente Zlatograd;
- in het westen - gemeente Madan;
- in het noorden - gemeente Ardino, oblast Kardzjali;
- in het oosten - gemeente Dzjebel.

Met een oppervlakte van 102,252 vierkante kilometer is Nedelino het kleinste district van de oblast Smoljan en vormt het 3,2% van het totale grondgebied. 

## Bevolking
Op 31 december 2020 telde het stadje Nedelino 3.697 inwoners, terwijl de gemeente Nedelino 5.552 inwoners had.
|  |

### Religie
De laatste volkstelling werd uitgevoerd in februari 2011 en was optioneel. Van de 7 221 inwoners reageerden er slechts 2 685 op de volkstelling. Van deze 2 685 ondervraagden waren er 631 moslim, 592 ongelovig en 590 christen. De rest van de bevolking had een andere geloofsovertuiging of heeft helemaal geen religieuze overtuiging opgegeven. 
| Religieuze samenstelling in februari 2011 | Religieuze samenstelling in februari 2011 | Religieuze samenstelling in februari 2011 | Religieuze samenstelling in februari 2011 | Religieuze samenstelling in februari 2011 |
| ----------------------------------------- | ----------------------------------------- | ----------------------------------------- | ----------------------------------------- | ----------------------------------------- |
|                                           |                                           |                                           |                                           |                                           |
| Bulgaars-Orthodoxe Kerk                   | Bulgaars-Orthodoxe Kerk                   |                                           | 21,75%                                    | 21,75%                                    |
| Katholieke Kerk                           | Katholieke Kerk                           |                                           | 0,34%                                     | 0,34%                                     |
| Protestantisme                            | Protestantisme                            |                                           | 0,27%                                     | 0,27%                                     |
| Islam                                     | Islam                                     |                                           | 23,50%                                    | 23,50%                                    |
| Geen                                      | Geen                                      |                                           | 22,05%                                    | 22,05%                                    |
| Anders/ Onbekend                          | Anders/ Onbekend                          |                                           | 32,09%                                    | 32,09%                                    |

## Kernen
De volgende 16 plaatsen (1 stad en 15 dorpen) maken onderdeel uit van de gemeente Nedelino:
- Nedelino
- Boerevo
- Dimanovo
- Doenja
- Elenka
- Garnati
- Izgrev
- Kotsjani
- Kozarka
- Krajna
- Koendevo
- Ogradna
- Sredets
- Tanka Bara
- Varli Dol
- Varlino

Banite · Borino · Devin · Dospat · Madan · Nedelino · Roedozem · Smoljan · Tsjepelare · Zlatograd